# Кубуй (озеро)
Кубуй (также Куубуй) — крупное пресное озеро на севере Якутии (Усть-Янский район), расположено в термокарстовой котловине в восточной части устья реки Яна на высоте 0,8 м над уровнем моря.
Озеро Кубуй лежит к северу от полярного круга, в западной части Яно-Индигирской низменности. Находится в краю озёр к югу от губы Асабыт и к северо-западу от ещё одного крупного озера, Оротко. Через водоём протекают несколько проток, протока Большой Самандон вытекает из озера и впадает в губу Асабыт.
Имеет сложно-лопастную форму. Два мыса, вдающихся с юга (Усун-Тумустах и Кыстыр-Атах-Мунна), делят поверхность на три плёса. Площадь озера составляет 60,5 км². Общая длина озера около 16,2 км, максимальная ширина в центральной части достигает 6,8 км. Берега низкие, местами заболоченные.
Ближайшие населенные пункты: сёла Тумат примерно в 59 км к юго-востоку и Казачье примерно в 61 км к юго-западу.